# Cándida Antonia Bueno Iso
Cándida Antonia Bueno Iso (1912 - Farasdués, 16 de septiembre de 1936) fue una maestra republicana progresista, asesinada al inicio de la Guerra civil española.

## Biografía
Nació en una aldea indeterminada de la comarca de las Cinco Villas (la más extensa de Aragón), provenía de una familia de propietarios agrícolas de clase media, con convicciones sociopolíticas favorables a la Ley de Reforma Agraria republicana. Cándida Bueno estudió magisterio e impartió clases en la escuela pública de Castiliscar (Zaragoza) aplicando métodos pedagógicos innovadores, encaminados a fomentar la igualdad y el pensamiento crítico de sus alumnos.
En 1936, el Golpe de Estado del 18 de julio triunfó rápidamente en buena parte de Aragón y los sublevados iniciaron una violenta represión, con asesinatos masivos de alcaldes, líderes políticos, sindicalistas, maestros y cualquier persona sospechosa de ser republicana.
Bueno tenía 23 años y, pese a ser una chica creyente, fue detenida el 4 de septiembre de 1936, acusada de haber sacado el crucifijo de las aulas. Junto a sus hermanos, Manuel, Antonio y otros, fue trasladada a la cárcel de Ejea donde, hasta el último momento, fue torturada, vejada y violada. El 16 de septiembre fue arrastrada fuera de la cárcel y conducida a un lugar conocido como Piedra del Canto, de la carretera de Farasdués, donde la fusilaron con sus dos hermanos. Sus cuerpos fueron sepultados en una fosa común del cementerio y todavía no han sido identificados.
Ochenta y seis años más tarde, en cumplimiento de la Ley de Memoria Histórica, el pleno del Ayuntamiento de Castiliscar reprobó aquellos actos y decretó dar el nombre de Cándida Antonia Bueno Iso a las escuelas municipales del pueblo. El 17 de septiembre de 2022 fue homenajeada e inaugurada la placa conmemorativa, con asistencia de las autoridades locales y autonómicas.